# Variedades (revista)
Variedades fue una revista ilustrada peruana de comienzos del siglo XX, de publicación semanal. Fue fundada en 1908 por Manuel Moral y Vega,  como sucesora de la revista Prisma, pero con un carácter más ágil, ameno y popular. Se editó hasta 1932.

## Fundación
Su fundador y editor fue Manuel Moral y Vega, fotógrafo portugués, quien desde su estudio en la calle Mercedes en el jirón de la Unión, cambió el concepto de revista en el Perú con una adelantada técnica fotográfica. Él fue quien introdujo en el Perú la técnica de tricromía (noviembre de 1905), con una reproducción de un florero con rosas, en la revista Prisma, una revista de lujo.
Su número de prospecto apareció el 29 de febrero de 1908, figurando su encabezado como del año IV de la publicación, lo que daba a entender su pretensión de ser la continuadora de la revista Prisma, fundada en 1905, revista esta que había sido premiada con medalla de plata en la exposición internacional de Milán de 1906.
Su primer número oficial apareció el día 7 de marzo de 1908. Tuvo larga duración, en comparación con otras revistas contemporáneas, pues se editó hasta el N.º 1259, del 21 de mayo de 1932.

## Directores
Durante casi toda su trayectoria, Variedades fue dirigida por el escritor Clemente Palma, hijo del tradicionalista Ricardo Palma. En la edición del 27 de agosto de 1930 apareció como nuevo director Ricardo Vegas García. La salida de Palma se debió a su notoria vinculación con el gobierno de Augusto B. Leguía, que acababa de ser derribado. Palma volvió a figurar como director de 18 de marzo a  22 de julio de 1931. En los últimos números figura Carlos Gamarra como redactor.

## Secciones
Variedades, como su nombre lo revelaba, ofrecía un conjunto de temas para atraer a todo tipo de lectores. Así, había secciones dedicadas a la caricatura: «Chirigotas», «Gente de casa» y «La caricatura en el extranjero». Otras daban un aire cosmopolita tanto en lo literario, lo económico y lo político: «Teatro y espectáculos», «Modas», «Curiosidades y recortes», «Comercio e industria», «Información europea», «Figuras y aspectos de la vida mundial» (que a partir de septiembre de 1923 estaría a cargo de la pluma de José Carlos Mariátegui), las cuales permitían conocer los más variados aspectos del extranjero. Por otra parte, secciones como «De provincias» y «Recetas caseras» daban un aire localista a la revista; por ejemplo, las recetas eran de todo tipo: desde cómo curar quemaduras hasta cómo evitar a las termitas.

## Redactores y colaboradores
En esta revista escribieron importantes personajes de la cultura peruana, como los siguientes:
- Manuel Beingolea
- Enrique Bustamante y Ballivián
- José María Eguren
- José Gálvez Barrenechea
- Fausto Gastañeta
- José Carlos Mariátegui
- Angélica Palma
- Clemente Palma
- María Wiesse
- Luis Alberto Sánchez
- Horacio H. Urteaga
- Abraham Valdelomar
- Luis Valle Goicochea
- César Vallejo
- Luis E. Valcárcel

## Importancia
Variedades fue «un hito en el desarrollo del periodismo gráfico [peruano], un testimonio palpitante de la actividad política y social, cultural y deportiva cumplida a lo largo de cinco lustros; y un repositorio  de importantes colaboraciones de escritores...» (Alberto Tauro del Pino).